# Архиепархия Вераполи
Архиепархия Вераполи (лат. Archidioecesis Verapolitana) — архиепархия Римско-католической церкви c центром в городе Эрнакулам, Индия. В митрополию Вераполи входят епархии Виджаяпурама, Коттапурама и Кочина. Кафедральным собором архиепархии Вераполи является церковь святого Франциска Ассизского.

## История
3 декабря 1659 года Святой Престол учредил апостольский викариат Малабара, выделив его из епархии Кочина. Первым апостольским викарием апостольского викариата был итальянский кармелит Джузеппе Мария Себастиани, который покинул Малабар в 1663 году, когда эта территория вошла под контроль голландцев. 31 января 1663 года епископом апостольского викариата Малабара был назначен индийский священник Пармабил Чанди.
13 марта 1779 года апостольский викариат Малабара был переименован в апостольский викариат Вераполи.
В середине XVIII века была основана первая семинария апостольского викариата Вераполи.
24 апреля 1838 года в апостольский викариат Вераполи были включены территории упразднённых архиепархии Кранганора и епархии Кочина.
13 марта 1853 года апостольский викариат Вераполи передал часть своей территории для возведения новых апостольских викариатов Мангалора и Квилона.
1 сентября 1886 года Римский папа Лев XIII выпустил буллу Humanae salutis, которой передал часть территории апостольского викариата Вераполи восстановленной епархии Кочина и возвёл апостольский викариат Вераполи в ранг архиепархии.
В следующие годы архиепархия Вераполи передала часть своей территории новым церковным структурам:
- 20 мая 1887 года — апостольским викариатам Коттаяма (сегодня — Архиепархия Чанганачерри);
- 14 июля 1930 года — епархии Виджаяпурама;
- 3 июля 1987 года — епархии Коттапурама.

В 1910 году кафедра архиепископа была перенесена из города Вераполи в город Эрнакулам.

## Ординарии архиепархии
- священник Giuseppe Maria Sebastiani (16.12.1659 — 22.08.1667) — назначен епископом Козенца-Бизиньяно;
- епископ Chandy Parambil (1667—1676);
- епископ Thomas de Castro (1676 — 16.07.1684);
- епископ Rafael de Figueredo Salgado (16.07.1684 — 12.10.1695);
  - Sede vacante (1695—1700);
- епископ Angelus Franciscus a Sancta Theresia (20.02.1700 — 17.10.1712);
- епископ Giovanni Battista Multedi (31.01.1714 — 6.04.1750);
- епископ Florencjusz od Jezusa Nazarenskiego (6.04.1750 — 26.07.1773);
- епископ Eustachius (Franciscus Salesius a Matre Dolorosa) Federl (27.07.1774 — 1787);
- епископ Luigi Maria di Gesù Pianazzi (1787 — 2.04.1802);
- епископ Pietro Antonio Raimondo di San Giuseppe Roviglia (6.03.1803 — 18.08.1815);
- епископ Miles Prendergast (1819—1827);
- епископ Maurelio Stabilini (1828—1831);
- епископ Francesco Saverio di Sant’Anna Pescetto (8.03.1831 — 7.12.1844);
- епископ Ludovico di Santa Teresa Martini (7.12.1844 — 1859);
- епископ Bernardino di Santa Tersa Baccinelli (1859 — 5.09.1868);
- архиепископ Leonardo Mellano (5.09.1868 — 19.08.1897);
- архиепископ Felipe (Bernardo de Jesús) Arginzonis y Astobiza (19.08.1897 — 18.12.1918);
- архиепископ Ángel María Pérez y Cecilia (18.12.1918 — 12.11.1934);
- епископ Joseph Attipetty (15.11.1934 — 21.01.1970);
- архиепископ Joseph Kelanthara (16.01.1971 — 19.10.1986);
- архиепископ Корнелий Эладжикал (26.01.1987 — 14.06.1996);
- архиепископ Даниэль Ачарупарамбил (14.06.1996 — 26.10.2009);
- архиепископ Фрэнсис Калларакал (20.02.2010 — 31.10.2016);
- архиепископ Иосиф Калатхипарамбил (31.10.2016 — по настоящее время).

## Источник
- Annuario Pontificio, Libreria Editrice Vaticana, Città del Vaticano, 2003, ISBN 88-209-7422-3
- Булла Humanae salutis Архивная копия от 4 апреля 2015 на Wayback Machine  (итал.)